# Али Траоре
Али Траоре (фр. Ali Traoré; Абиџан, 28. фебруар 1985) је француски кошаркаш. Игра на позицијама крилног центра и центра.

## Клупска каријера
Крајем 2012. године је потписао уговор са Црвеном звездом, међутим након медицинских прегледа у јануару 2013. године, утврђено је да би му било потребно превише времена да се врати у форму, тако да уговор није реализован.
У фебруару 2013. потписао је уговор са Албом из Берлина до краја сезоне. У септембру 2013. потписао је уговор са француским шампионом Нантером. Напустио је тим већ у децембру исте године. У фебруару 2014. је потписао уговор са екипом Амчита из Либана.
У јулу 2014. се враћа у Француску и потписује уговор са екипом Стразбура за сезону 2014/15. Наредну сезону је био члан Лиможа. У августу 2016. постао је играч шпанског Естудијантеса и са њима се задржао до 26. јануара 2017. године када је уговор раскинут.

## Репрезентација
Са репрезентацијом Француске је освојио сребрну медаљу на Европском првенству у кошарци 2011. године које се одржавало у Литванији. У тиму Француске репрезентације учествовао је и на Олимпијским играма 2012. године у Лондону.

## Успеси

### Клупски
- Асвел :
  - Првенство Француске (1): 2008/09.
  - Куп "Недеља асова" (1): 2010.
  - Суперкуп Француске (1): 2009.
- АЛБА Берлин :
  - Куп Немачке (1): 2013.
- Стразбур ИГ :
  - Куп лидера (2): 2015, 2019.
- Монако :
  - Куп лидера (1): 2018.

### Репрезентативни
- Европско првенство:  2011.